# Чхой Чхун Ок
Чхой Чхун Ок (15 травня 1965) — південнокорейська хокеїстка на траві.
Срібна призерка Олімпійських Ігор 1988 року.
Переможниця Азійських ігор 1986 року.